# Unix Amiga Emulator
Unix Amiga Emulator (UAE) es un emulador libre, diseñado para hacer funcionar software escrito para la familia de computadores Amiga. La primera versión del programa se lanzó en 1995. Permite llevar a cabo instalaciones originales del workbench y usar todo tipo de programas de Amiga en él. Intenta producir una experiencia similar a la sensación de estar con un ordenador Amiga. El emulador utiliza el mismo sonido y muestra las mismas imágenes tal y como hacían los ordenadores originales. Los actuales ordenadores tienen diferentes tipos de controladores (por ejemplo joysticks modernos) que el ordenador Amiga original no poseía, pero el emulador incorpora también código para usar teclados y joysticks modernos.
Por software, UAE debe utilizar imágenes de Disquettes hechos desde el lector de disquettes de la Amiga o desde el disco duro. UAE también soporta el mapeo del sistema operativo propio en el disco duro del Amiga.

## Características
UAE es un emulador que contiene todas las características de la Amiga. Emula la mayoría de sus dispositivos:
- Chipset Original de la Amiga , Enhanced Chip Set y Advanced Graphics Architecture
- Dispositivos de E/S (lector de disquettes, joystick, ratón y puertos serial )
- Procesador (Motorola 68k)

## Sobre el nombre
UAE era originalmente llamado Unusable Amiga Emulator, es decir, el Inutilizable Emulador de Amiga, debido a que no era capaz de arrancar, pero su nombre se volvió obsoleto. La abreviación se actualizó llamándose UAE (Unix Amiga Emulator). Actualmente, como el software funciona en otras plataformas además de Unix, existen otros renombres, llamándose "Universal Amiga Emulator","Ubiquitous Amiga Emulator", "Ultimate Amiga Emulator" o el nombre recursivo "UAE Amiga Emulator".

## Portabilidad
UAE ha sido portado a muchos sistemas operativos, incluido Linux, Mac OS, FreeBSD, DOS, Windows, RISC OS, BeOS, la consola Xbox y también AmigaOS, permitiendo que el software que necesite el chipset Amiga funcione en modernas máquinas con AmigaOS y PPC.

## Sobre la velocidad en la emulación
Hubo muchos hilos en el pasado en Usenet, también en foros públicos, donde la gente discutía sobre la posibilidad de escribir un emulador de Amiga. Algunos consideraron UAE como un intento imposible; se pedía que el sistema de lectura, el procesador y la salida de datos a 100 MB/s cuando el ordenador más rápido iba a 66 MHz 486, mientras que emular varios chips ( del chipset del Amiga ) todo en sincronía y apareciendo como debía de aparecer el software; debido a esto hizo que fuera muy lenta la emulación.
Durante un largo tiempo, UAE fue poco usable debido a su lentitud pero , poco a poco, se clarificaron partes del chipset del Amiga. En 1998 ya se podía, más o menos, emular el Amiga 500 a full speed.
Actualmente, UAE es bastante usable, gracias en parte al esfuerzo de los desarrolladores en el proyecto y, en parte, gracias al aumento de la tecnología que permitía ordenadores mucho más rápidos que cuando UAE comenzó a desarrollarse. Algunos juegos y aplicaciones podían funcionar suavemente en un ordenador de la época del Pentium II. La realización obtenida de crear y escribir un emulador de Amiga incrementó el entusiasmo de la scene, lo cual produjo que muchos empezaran o aumentaran sus esfuerzos en escribir para el emulador, sobre todo en las partes de la arquitectura más desconocidas y complicadas.
Una importante mejora fue hecha en el 2000 por Bernd Meyer con el lanzamiento de un compilador dinámico, el cual aumentaba significativamente la velocidad de la emulación, hasta tal punto que algunos PC podrían ahora emular parte del software de Amiga más rápidamente que cualquier Amiga de verdad.

## Proyectos en desarrollo
Actualmente existen dos forks ( ramas independientes de desarrollo ) del programa original :
- WinUAE, diseñado para funcionar en Windows
- E-UAE, una rama experimental el cual añade los avances realizados en WinUAE

Hoy, la rama más activa es el WinUAE, el cual es la más activa y mejor desarrollada actualmente que la E-UAE, la cual añade los avances realizados en WinUAE a las plataformas POSIX. WinUAE es una plataforma estable y cerca de la compatibilidad 100 % para la gran mayoría del software pero, comenzó a tener problemas con otros emuladores de plataformas (con proyectos como Wine), porque para algunos juegos antiguos, WinUAE requiere una cuidadosa configuración o problemas de compatibilidad los cuales eran evidentes en las plataformas Amiga original, por ejemplo al código 68000 que causa excepciones en un 68040 emulado, justo como pasaba en Amiga 4000/040